# Братиславська вулиця (Київ)
Братисла́вська ву́лиця — вулиця в Деснянському районі міста Києва, житлові масиви Лісовий, Куликове, Воскресенка. Пролягає від Чернігівської площі до проспекту Романа Шухевича та вулиць Рональда Рейгана і Героїв Енергетиків.
Прилучаються вулиці Кіото, Шолом-Алейхема, Ореста Левицького, Лісовий проспект, а також вулиці Сулеймана Стальського, Крайня, Богушевський провулок та проїзд до Бігової вулиці. Братиславська вулиця є частиною Малої окружної дороги.

## Історія
Вулиця виникла в середині 1960-х років як парний бік Миропільської вулиці. Сучасна назва на честь словацького міста Братислава, побратима Києва — з 1969 року. До середини 1980-х років пролягала до Лісового проспекту.
У 1977 році на честь побратимства Києва і Братислави установлено пам'ятний знак (архітектори — Костянтин Сидоров, Георгій Щербина).

## Установи та заклади
- 3 — Київська міська клінічна лікарня швидкої медичної допомоги;
- 3 — Український науково-практичний центр екстреної медичної допомоги та медицини катастроф;
- 5 — Київський міський медичний коледж (КММК);
- 5а — Київський міський центр серця;
- 14а — Середня загальноосвітня школа № 18, вечірня;
- 50 — Український державний проектно-вишукувальний інститут лісового господарства «Укрдіпроліс».

## Зображення

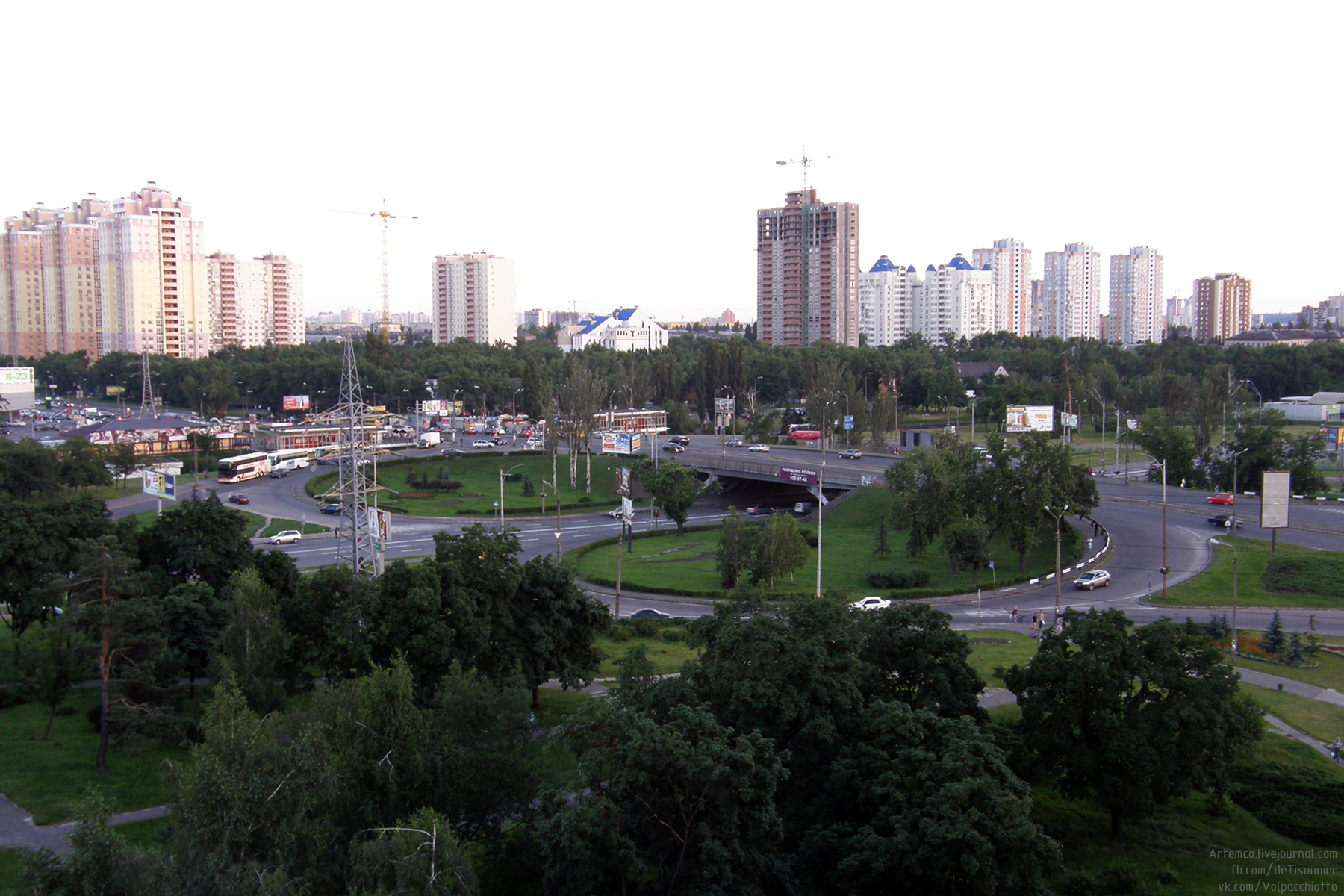
Розв'язка з Броварським проспектом — початок Братиславської вулиці
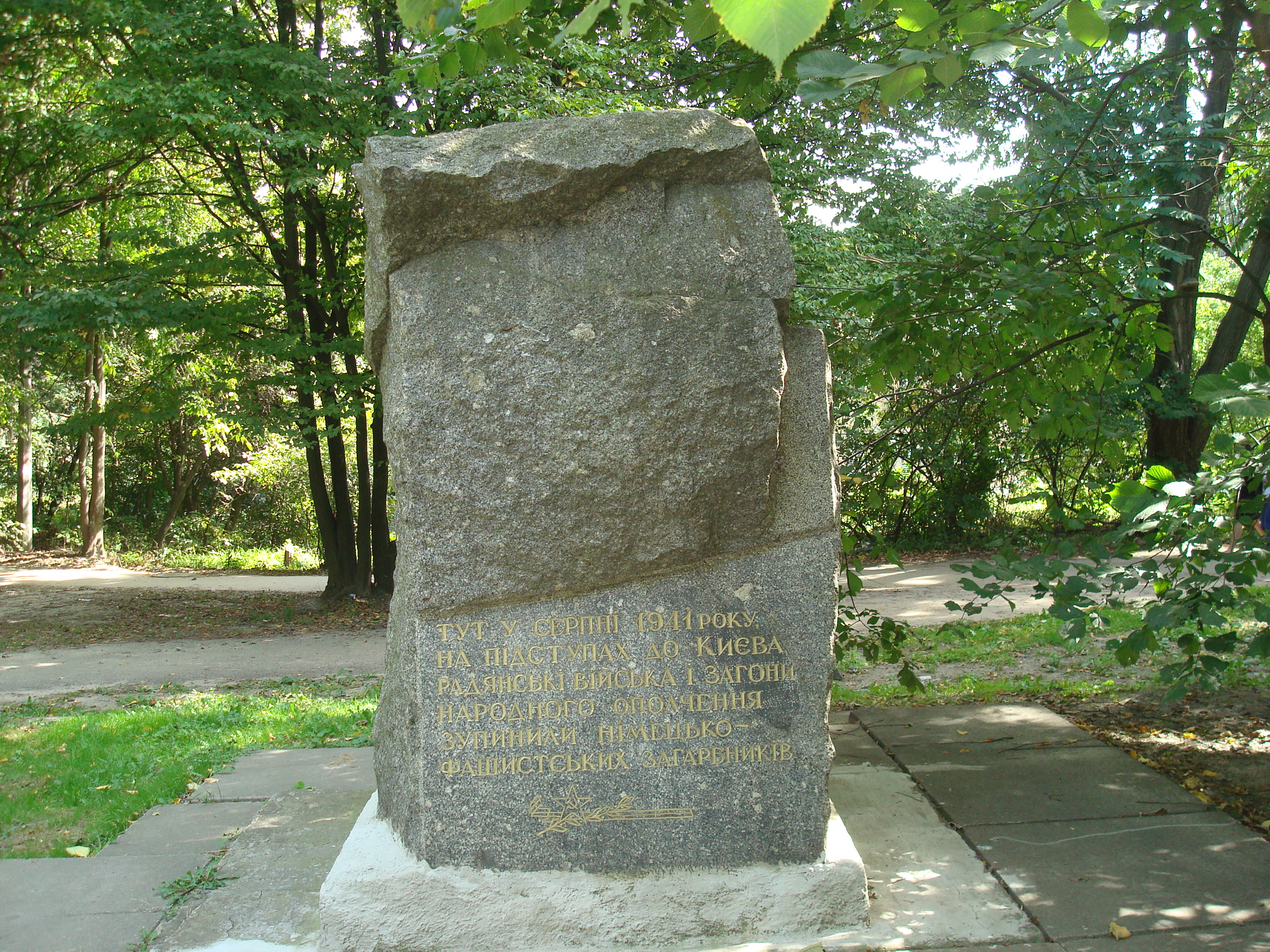
Пам'ятний знак на честь міста-побратима Братислави
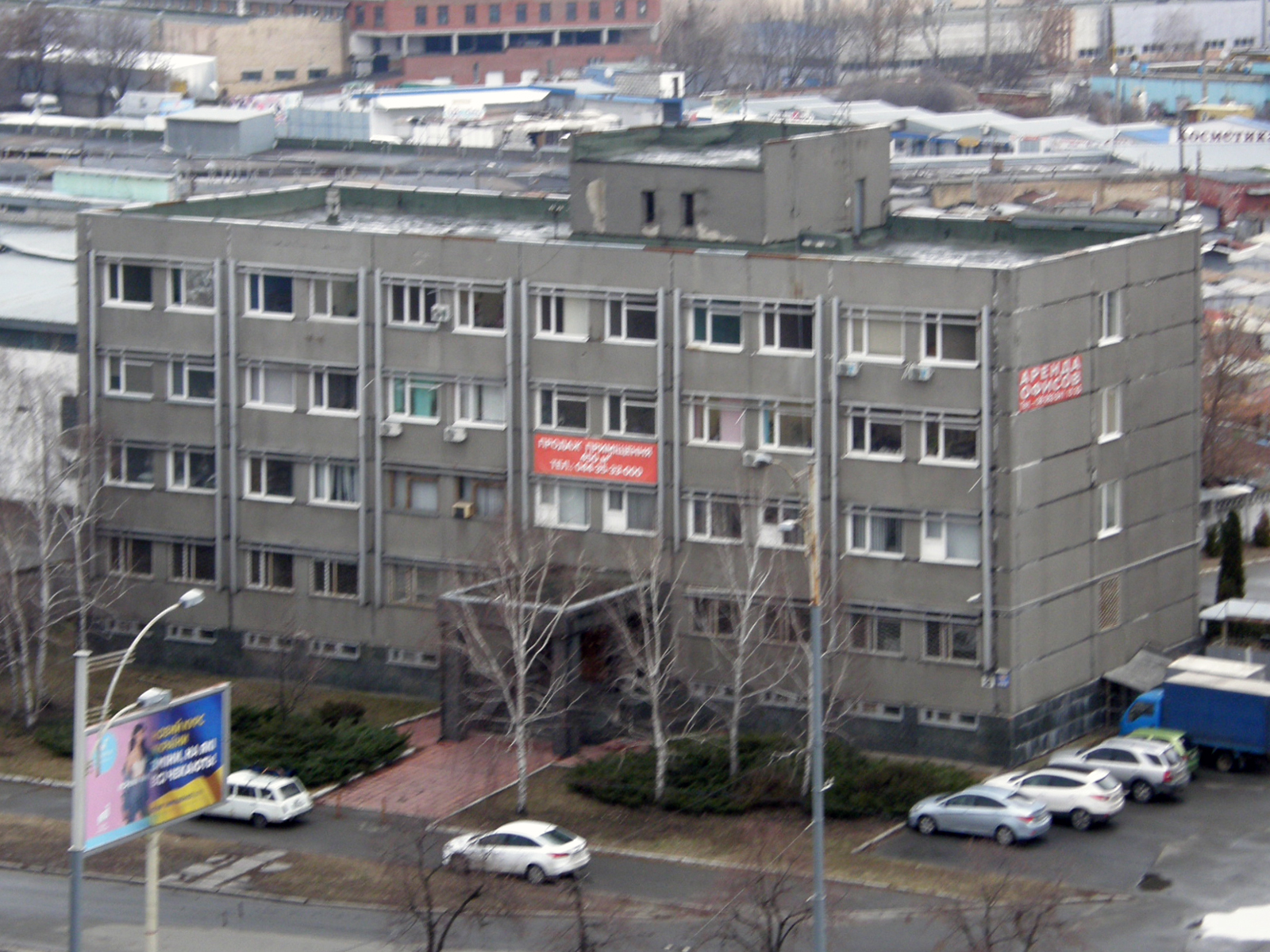
№ 50 — Укрдіпроліс